# UFC 126
UFC 126: Silva vs. Belfort fue un evento de artes marciales mixtas celebrado por Ultimate Fighting Championship el 5 de febrero de 2011 en el Mandalay Bay Events Center, en Las Vegas, Nevada.

## Historia
El excampeón de peso semipesado Vitor Belfort estaba programado para pelear contra Yushin Okami en UFC 122. Sin embargo, el presidente de UFC Dana White dijo que desafiaría al campeón de peso medio Anderson Silva por el título. Belfort estaba programado originalmente para competir contra Silva el 2 de enero de 2010 en UFC 108, pero debido a una lesión sufrida por Silva, la pelea tuvo que ser pospuesta hasta el 6 de febrero de 2010 en UFC 109 y 10 de abril en UFC 112, respectivamente. Sin embargo, ambas peleas fueron canceladas.
La pelea entre Kenny Florian y Evan Dunham se esperaba para este evento. La pelea se trasladó a UFC: Fight for the Troops 2.

## Resultados
1. ↑  Por el Campeonato de Peso Medio de UFC.

## Premios extra
Cada peleador recibió un bono de $75,000.
- Pelea de la Noche: Donald Cerrone vs. Paul Kelly
- KO de la Noche: Anderson Silva
- Sumisión de la Noche: Jon Jones